# Cedães
Cedães is een plaats (freguesia) in de Portugese gemeente Mirandela en telt 455 inwoners (2001).